# Mammutblatt
Das Mammutblatt (Gunnera manicata) ist eine Pflanzenart aus der Gattung Gunnera innerhalb der Ordnung der Gunnerales. Sie wird auch Riesen-Rhabarber genannt, da die Wuchsform Ähnlichkeit mit dem Rhabarber (Rheum rhabarbarum) aufweist, sie ist jedoch nicht verwandt mit diesem. Bei den in Chile vorkommenden Arten wird der Stiel wie Rhabarber geschält und gegessen.

## Beschreibung

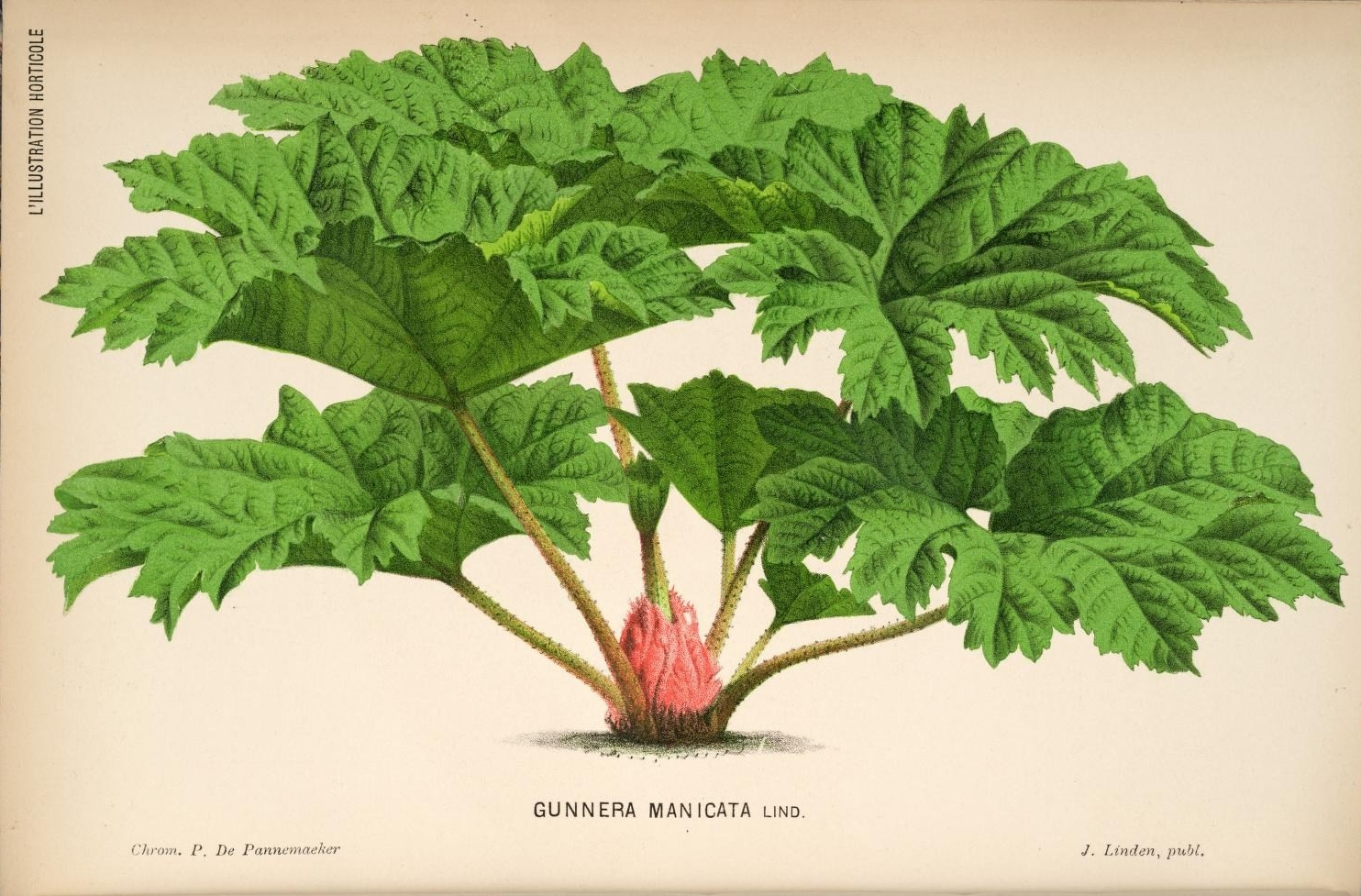
Illustration aus L’Illustration horticole ...,1884, Tafel 531

### Vegetative Merkmale
Gunnera manicata wächst als sommergrüne, ausdauernde krautige Pflanze, die Wuchshöhen von bis zu 3 Meter erreicht. Die oberirdischen Teile sterben zum Herbst hin ab und treiben im Frühjahr neu aus.
Die grundständig angeordneten Laubblätter sind in Blattstiel und Blattspreite gegliedert. Der Blattstiel ist stachelig.

### Generative Merkmale
Die Blütezeit reicht von Juli bis August. Die kleinen und unscheinbaren Blüten sitzen zu tausenden in dem bis zu 1 Meter hohen Blütenstand.

## Ökologie und Nutzung
Gunnera manicata bevorzugt feuchte Standorte. Man findet das Mammutblatt in großen Parkanlagen oft als Zierpflanze. Zum Überwintern im Freien muss sie in Mitteleuropa mit Blättern, Reisig oder Ähnlichem vor Kahlfrost geschützt werden.
Durch den hohen Anteil an Gerbsäure werden die kriechenden Wurzelstöcke in den Heimatländern zum Gerben genutzt. Gunnera manicata bilden eine Lebensgemeinschaft (Symbiose) mit Blaualgen. Die Blaualgen besiedeln Zellen im Bereich der Basis des Blattstiels. Hier bilden sie Stickstoff für die Pflanze und erhalten im Austausch Kohlenstoff-Verbindungen.

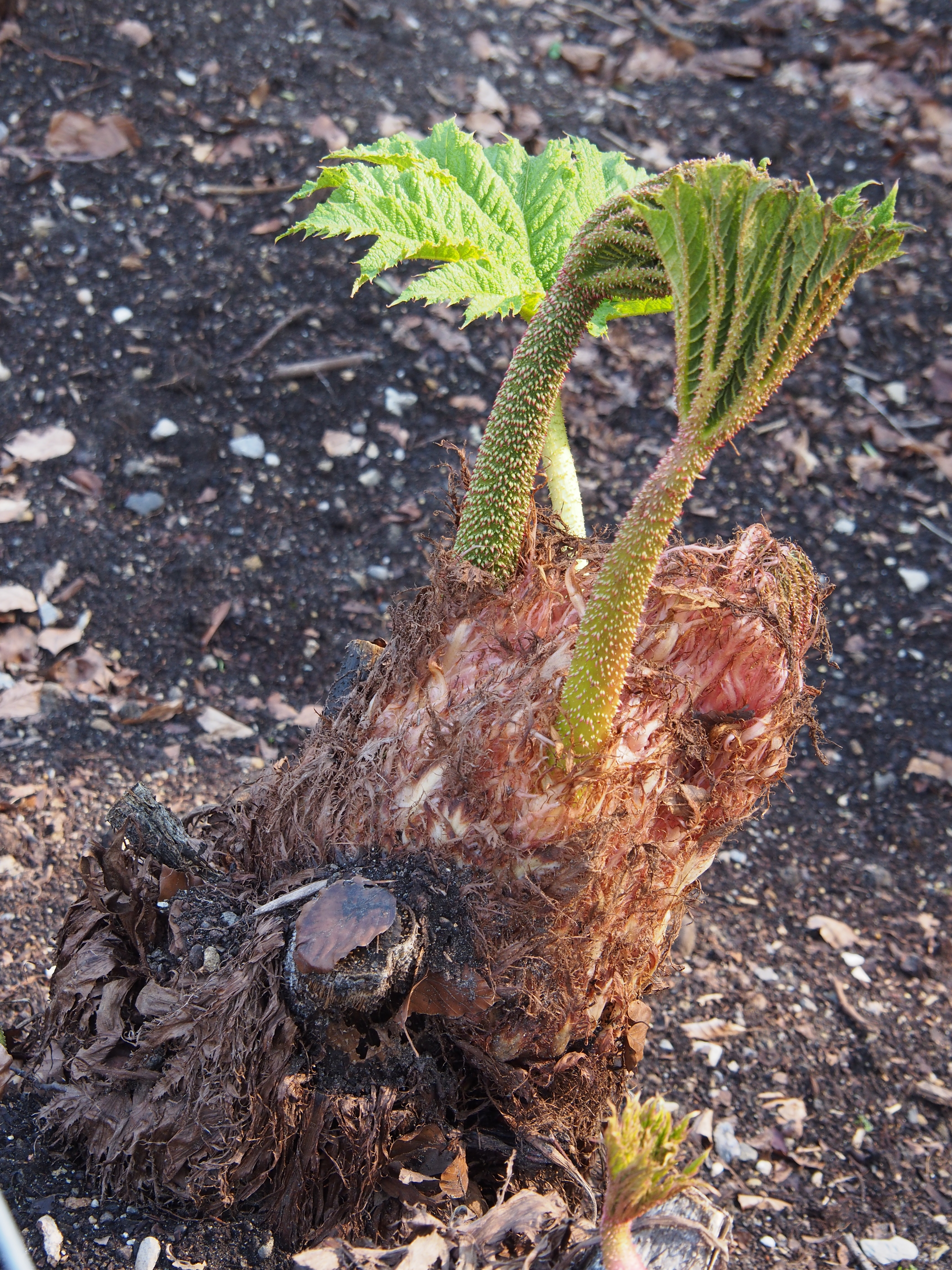
Junger Trieb
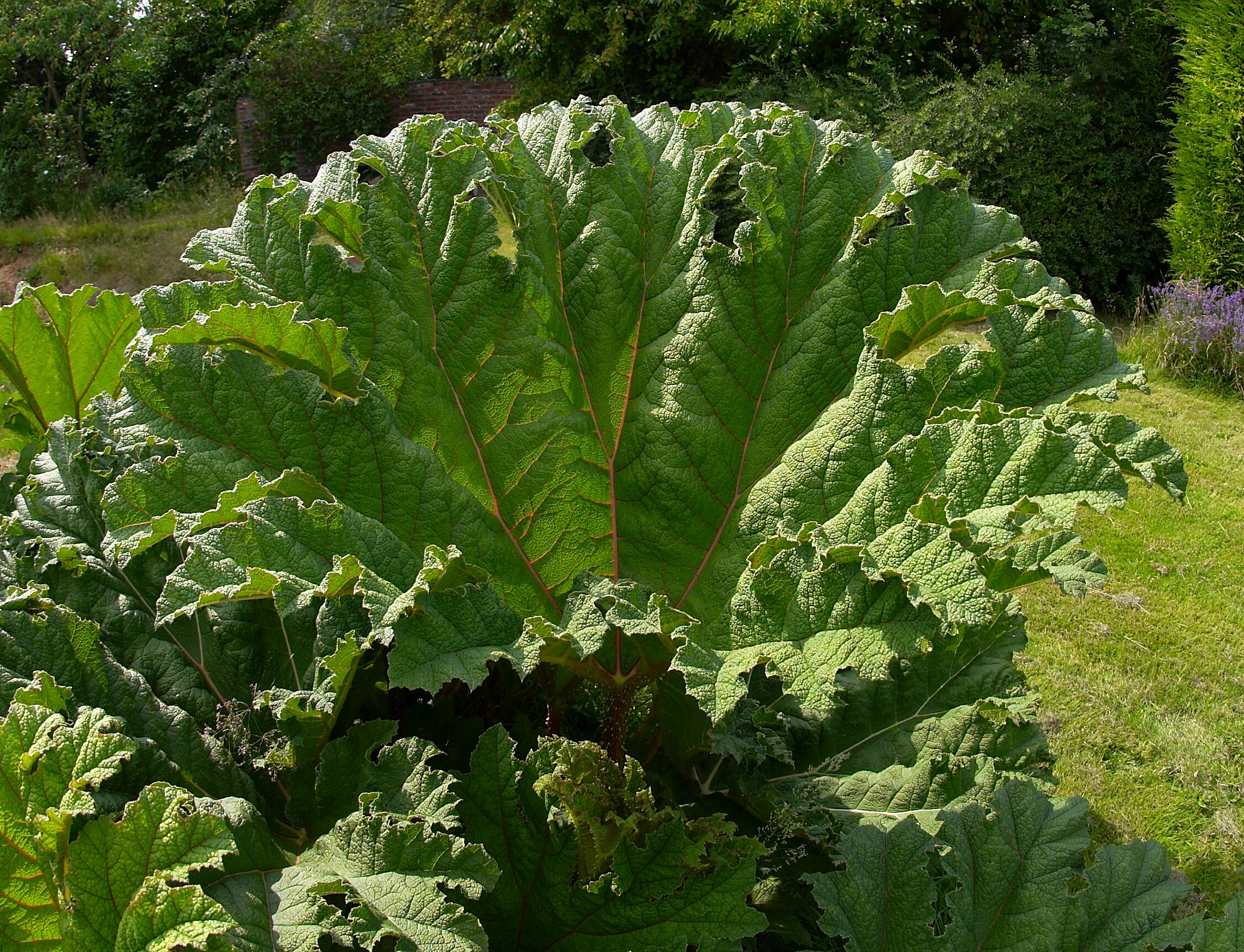
Blatt
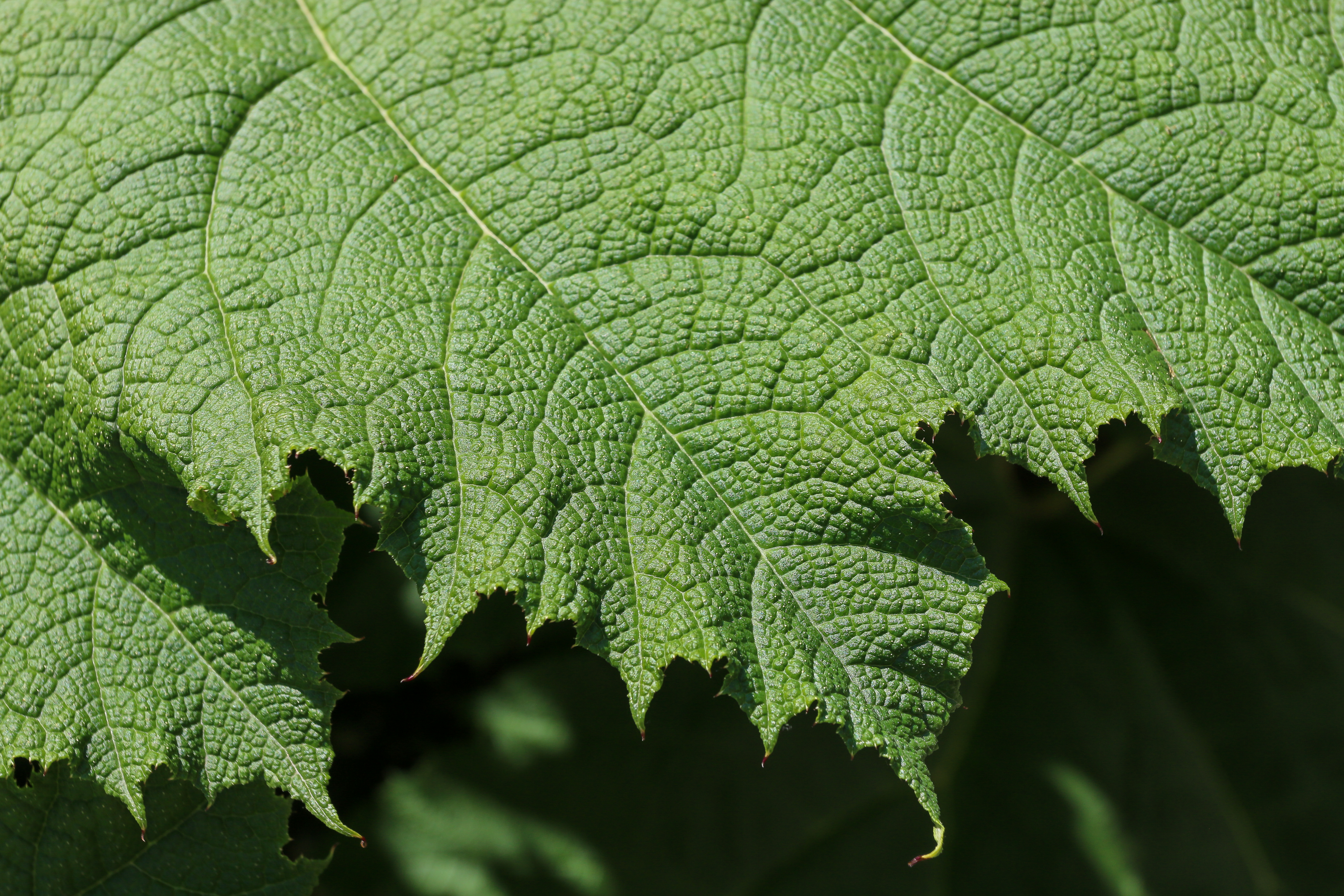
Blattspreite im Detail
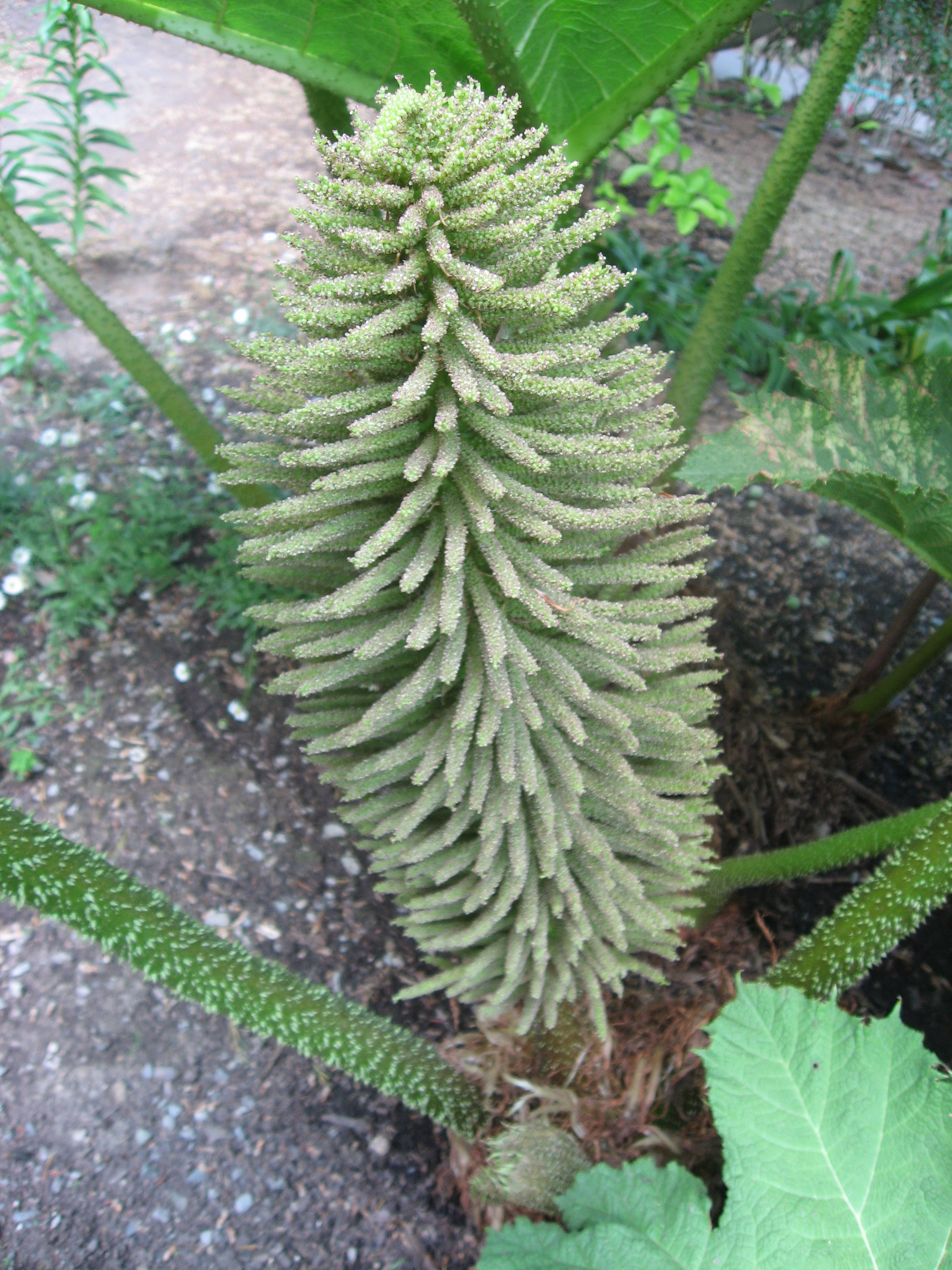
Blütenstand
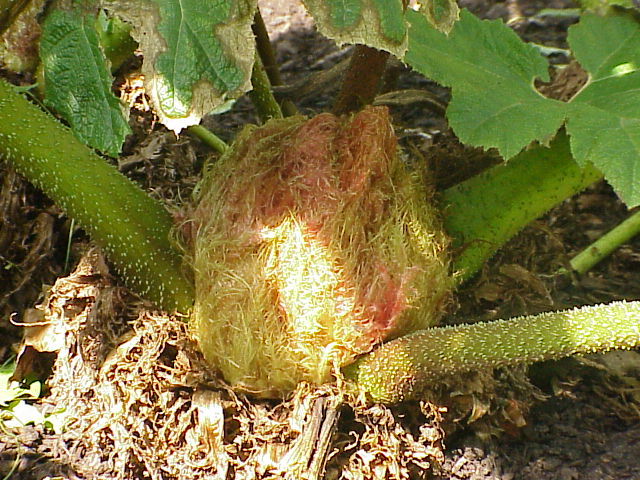
Knospe
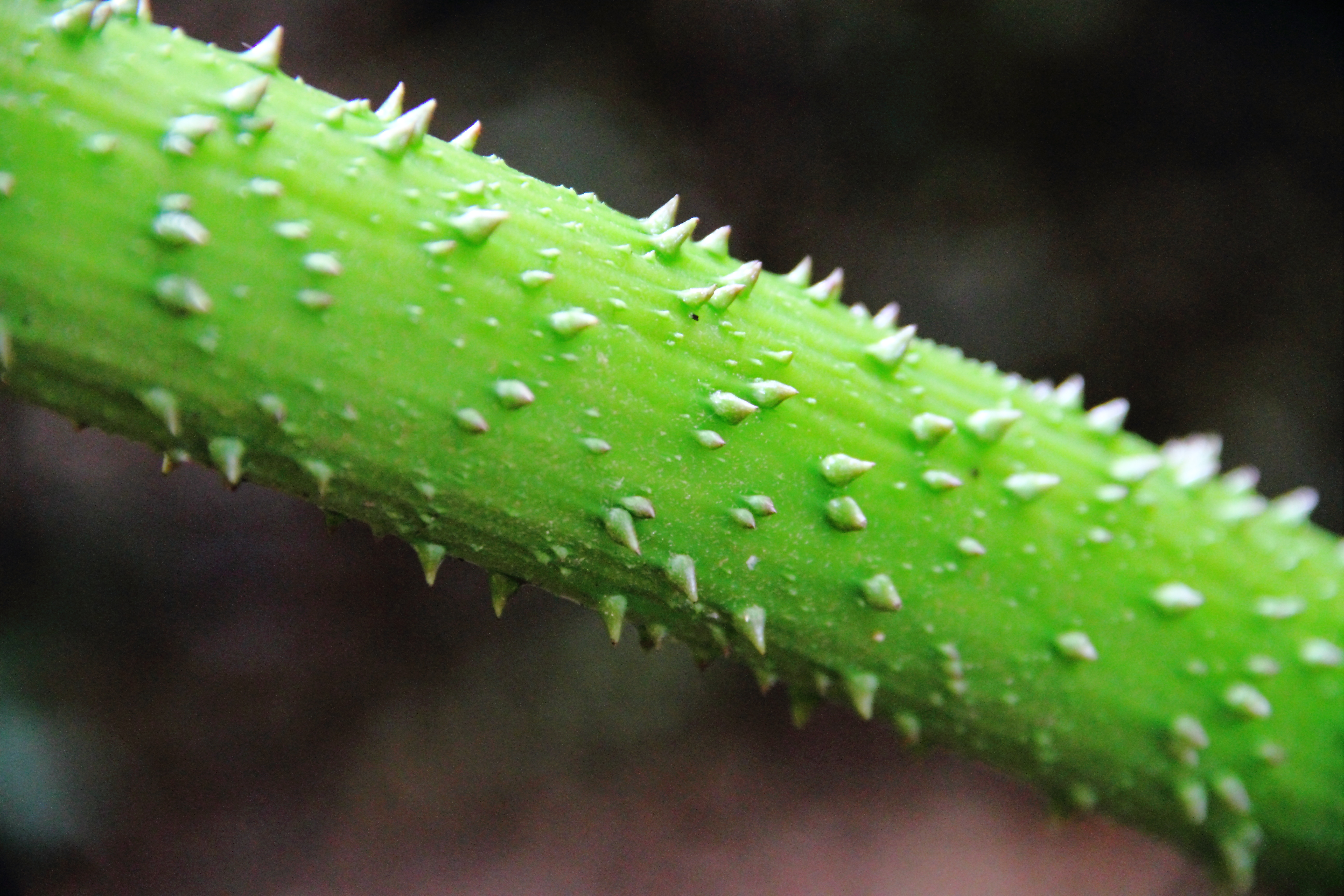
Blattstiel
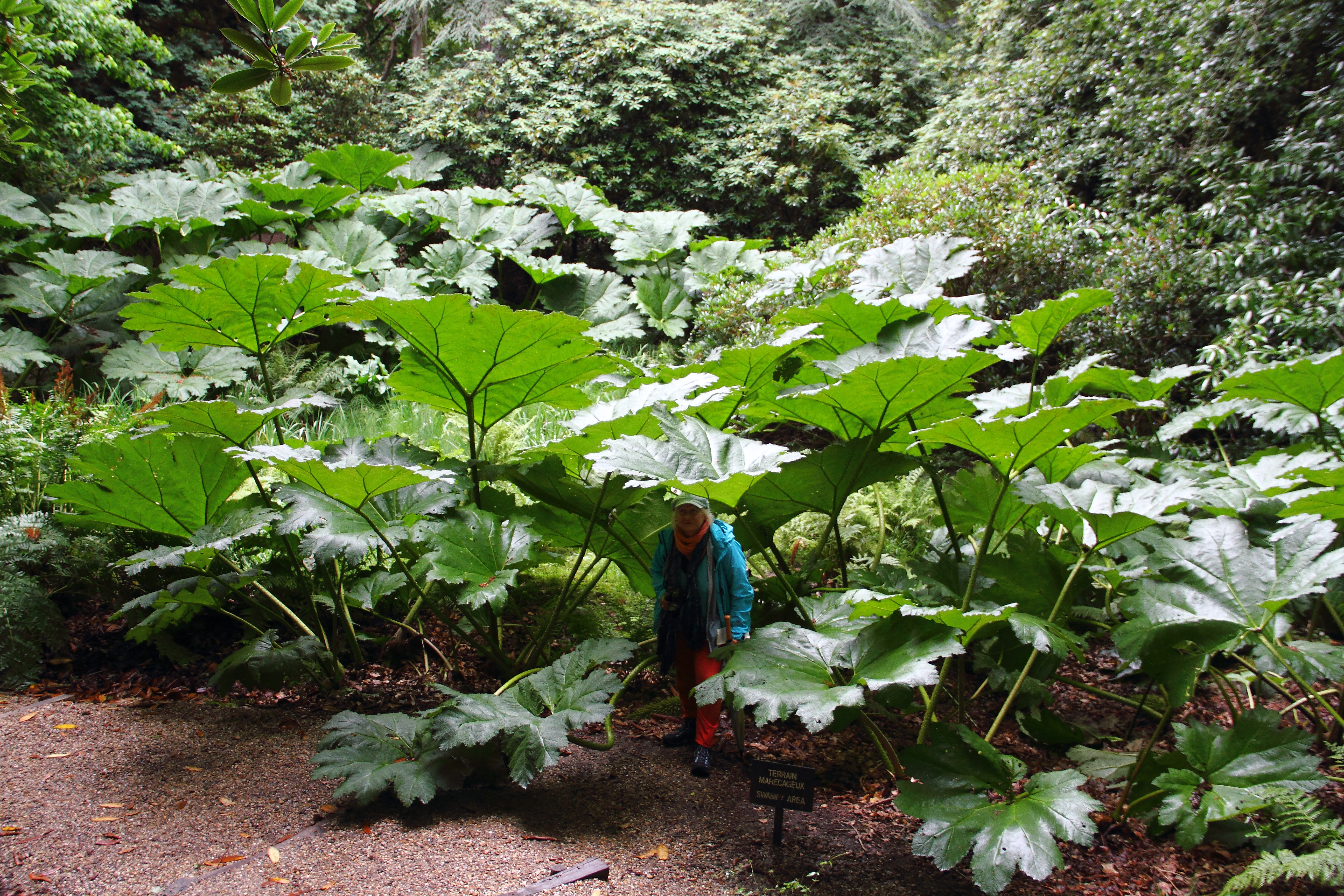
Größenvergleich
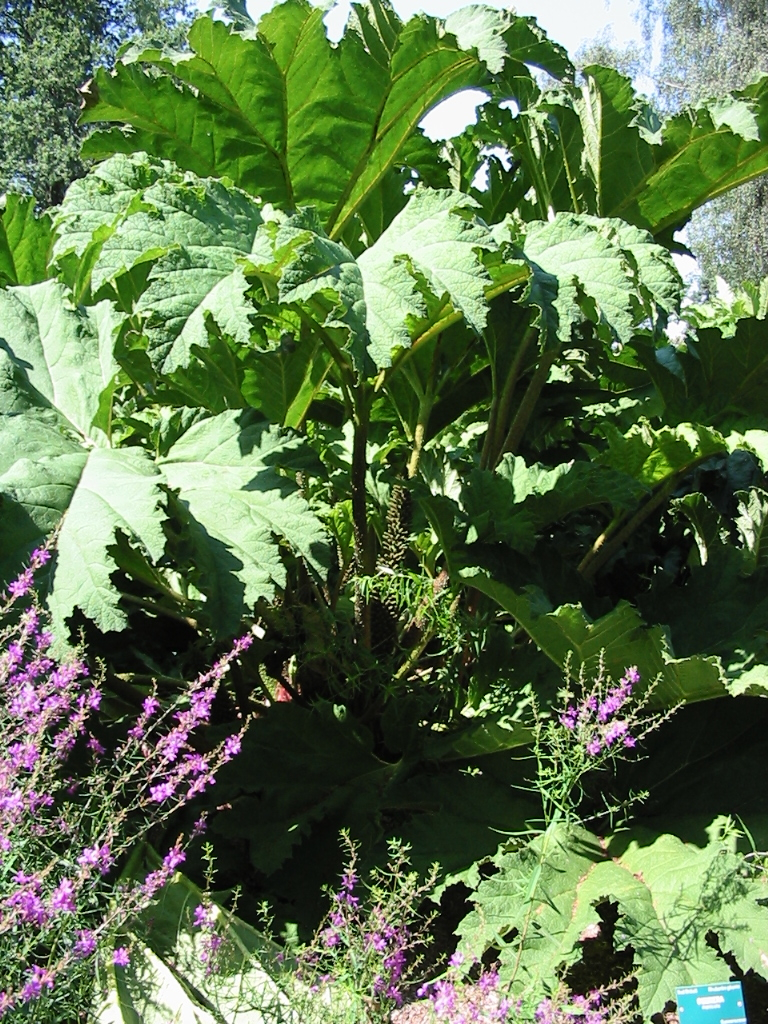
Habitus

## Vorkommen
Gunnera manicata stammt aus den Gebirgssümpfen und subtropischen Nebelwäldern der Serra do Mar im südlichen Brasilien.